# Giuseppe Maria Giulietti
Giuseppe Maria Giulietti (Casteggio, 28 dicembre 1847 – Beilul, 25 maggio 1881) è stato un geografo ed esploratore italiano.

## Biografia

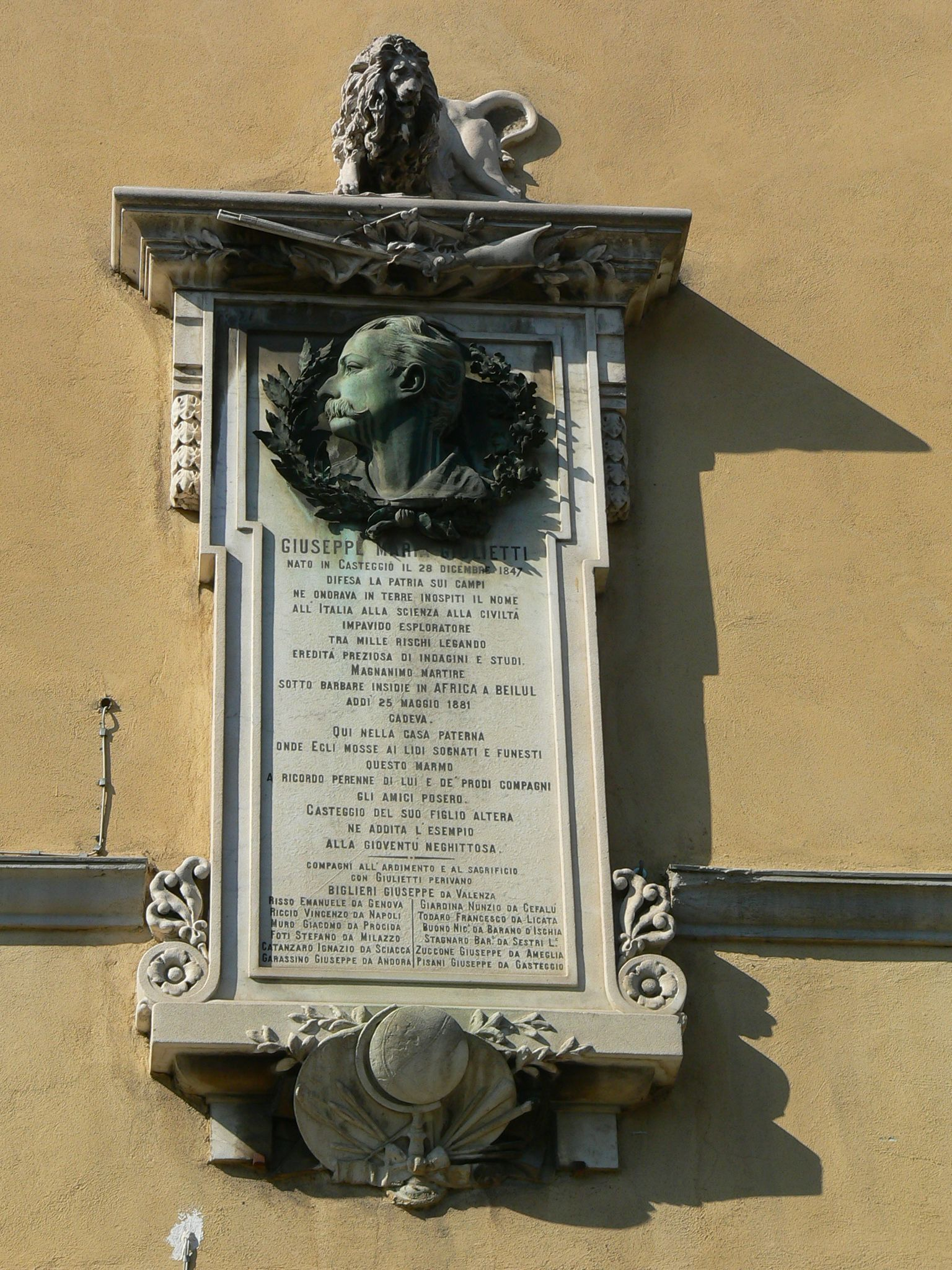
Targa ricordo di Giuseppe Maria Giulietti a Casteggio

Dopo gli studi compiuti presso il Collegio Nazionale di Voghera si arruolò nel Corpo Volontari Italiani col quale combatté nel 1866 contro gli austriaci; nel 1871 si sposò e l'anno successivo ebbe un figlio. Rimasto vedovo, fu contattato da Giacomo Doria per aggregarsi alla spedizione Martini Bernardi incaricata di portare soccorsi alla spedizione Antinori nello Scioa.
In seguito fu a capo di varie spedizioni in Africa. Durante l'ultima di esse, venne ucciso dalle popolazioni dancale insieme al tenente di vascello Giuseppe Biglieri, il sottocapo cannoniere Nunzio Giardini, i cannonieri Vincenzo Riccio, Francesco Todaro, Giacomo Muro, Nicola Buono, Francesco Foti, Bartolomeo Stagnaro, Ignazio Catanzaro e i marinai di terza classe Giuseppe Zuccone e Giuseppe Garazzino, tutti imbarcati sulla pirofregata Ettore Fieramosca. Assieme a loro furono uccisi i civili italiani Emanuele Risso e Giuseppe Pisani e tre civili africani. Il massacro avvenne nei pressi della città di Beilul, non si conosce ancora per quale ragione : probabilmente erano sorti dei dissapori tra l'esploratore, a quanto pare assai poco diplomatico, e lo sceicco Mohammed Akito e suo figlio Omar.
Il fatto suscitò molto scalpore nell'Italia dell'epoca. In onore dell'esploratore ucciso, un grande lago vulcanico, scoperto in Etiopia nel 1928 dalla spedizione guidata da Ludovico M. Nesbitt, fu chiamato Lago Giulietti..  Le spoglie dell'esploratore italiano furono rinvenute il 23 maggio 1929 e riportate in Italia da un altro esploratore, Raimondo Franchetti.
Nel 1879 l'armatore genovese Raffaele Rubattino sfruttò l'amicizia del Giulietti con l'allora ministro degli esteri Agostino Depretis per convincerlo che era nel miglior interesse dell'Italia acquisire la baia di Assab.
Le Memorie di Giuseppe Maria Giulietti furono pubblicate nel 1882, un anno dopo la sua morte, dalla sorella Elena Giulietti Venco.